# 1531 no Brasil
Esta é uma cronologia dos fatos acontecimentos de ano 1909 no Brasil.

## Eventos
- Em andamento (1530-1533): Expedição de Martim Afonso de Sousa.
- 31 de janeiro: Martim Afonso de Sousa chega ao Brasil.
- 12 de agosto: Fundação de Cananeia.[1]
- Fundação da Casa-forte de Martim Afonso de Sousa.

## Mortes
- Cristóvão Jacques, segundo governador das partes do Brasil (n. 1480).[2]